# 张常妃
張常妃（？—1554年），保定府雄縣人，張友才之妹。明朝明世宗朱厚熜之妃。

## 生平
張氏的出生時間暫不詳。嘉靖二十六年二月十九日，嘉靖帝對內閣下達諭旨，稱服侍中宮皇后的宮女人數太少，雖然已有近千名宮女，但中宮及妃嬪位下的宮女仍然不足，且宮女中多有年老或患病者。而且，將來兩位皇子、四位公主出府時，按照祖制，親王需用三十餘人，公主需用二十餘人，若然不提前數年準備及進行教導，則無法應付所需。因此，禮部上奏請嘉靖帝下詔派遣官員，以在京畿地區內選取三百名十一歲以上、十四歲以下的女子。同年，張氏被選入內庭，具體時間待考。
嘉靖三十二年（1554年）八月初五日，「未封妃張氏」薨逝，賜號曰常，詔喪禮依照褚晏妃之例舉行。同年十二月十一日，給常妃之侄子錦衣衛帶俸副千戶張子成房價銀一千二百兩。根據《太常續考》的記載，張常妃與包宜妃、陳靜妃、何睦妃、王麗妃、褚晏妃、王莊妃、高和妃、彭安妃於金山合葬同一墓，葬地位於西山紅石口。
張常妃之侄錦衣衛親軍指揮使司衣中所帶俸副千戶張子成，在奏摺中提及他的父親張友才為常妃之嫡兄，在嘉靖二十六年送妹張氏來京，「荷蒙聖恩，選入內庭，恭侍天顔有年，賜封常妃」。張友才未曾授職，在嘉靖三十一年十一月病故，張子成之母劉氏亦在嘉靖三十四年十二月病故，當時棺木還都在關外。張子成同時指出「常妃雖係歿後受封而名號未嘗不一，況朝廷施恩之典，亦不以死生有間」，因此「伏望皇上憫念，一視同仁，乞敕該部照例賜給祭葬，庶臣父母屍棺早得歸所」。